# Камау, Дэвид
Дэвид Нганга Камау (англ. David Nganga Kamau; род. 4 августа 1965, Накуру) — кенийский боксёр, представитель полусредних весовых категорий.
Выступал за национальную сборную Кении по боксу во второй половине 1980-х годов, чемпион Всеафриканских игр, победитель и призёр турниров международного значения, участник летних Олимпийских игр в Сеуле.
В 1990—2000 годах боксировал на профессиональном уровне, дважды был претендентом на титул чемпиона мира по версии WBC.

## Биография
Дэвид Камау родился 4 августа 1965 года в городе Накуру провинции Рифт-Валли, Кения.

### Любительская карьера
Первого серьёзного успеха на взрослом международном уровне добился в сезоне 1986 года, когда вошёл в основной состав кенийской национальной сборной и побывал на Кубке короля в Бангкоке, откуда привёз награду серебряного достоинства, выигранную в зачёте первой полусредней весовой категории — в решающем финальном поединке раздельным решением судей проиграл советскому боксёру Орзубеку Назарову.
В 1987 году одержал победу на домашних Всеафриканских играх в Найроби и выступил на Кубке мира в Белграде, где в четвертьфинале был остановлен югославом Мирко Пузовичем.
Благодаря череде удачных выступлений удостоился права защищать честь страны на летних Олимпийских играх 1988 года в Сеуле. В категории до 63,5 кг благополучно прошёл первых двоих соперников по турнирной сетке, Абиднасира Шабаба из Иордании и Мартина Ндонго-Эбангу из Камеруна, тогда как в третьем бою в 1/8 финала его победил монгол Содномдарджаагиин Алтансух.

### Профессиональная карьера
Вскоре по окончании сеульской Олимпиады Камау покинул расположение кенийской сборной, переехал на постоянное жительство в США и в 1990 году начал там карьеру профессионального боксёра. Выходил на ринг довольно часто, в течение первых пяти лет сумел одержать 26 побед, не потерпев при этом ни одного поражения. Проходил подготовку под руководством Альберто Давилы, в прошлом чемпиона мира в легчайшем весе.
В сентябре 1995 года оспорил титул чемпиона мира в первом полусреднем весе по версии Всемирного боксёрского совета (WBC), который на тот момент принадлежал мексиканцу Хулио Сесару Чавесу (94-1-1). Противостояние между ними продлилось все отведённые 12 раундов, в итоге судьи единогласным решением отдали победу Чавесу, и Камау таким образом потерпел первое в профессиональной карьере поражение.
После проигрыша от Чавеса Камау выиграл два следующих поединка и в июне 1997 года вышел на ринг против непобеждённого американца Оскара Де Ла Хойя (24-0), обладателя титула чемпиона мира WBC в полусреднем весе. На сей раз проиграл нокаутом уже во втором раунде.
В феврале 1999 года решением большинства судей уступил американцу Дэнни Пересу Рамиресу (14-1).
В июле 1999 года завоевал титул чемпиона Северной Америки в полусреднем весе по версии Всемирной боксёрской организации (WBO), одержав досрочную победу над мексиканцем Эдгаром Руисом (15-1-1). Защитил полученный чемпионский пояс один раз, тогда как во время второй защиты в июне 2000 года лишился его, проиграв американцу Антонио Маргарито (21-3). На этом поражении принял решение завершить карьеру профессионального спортсмена. В общей сложности провёл в профессиональном боксе 34 боя, из них 30 выиграл (в том числе 22 досрочно) и 4 проиграл.